# بيتر جونز (لاعب كرة قدم بريطاني)
بيتر جونز (بالإنجليزية: Peter Jones)‏ (25 نوفمبر 1949 في المملكة المتحدة - ) هو لاعب كرة قدم بريطاني في مركز الدفاع. لعب مع سوانزي سيتي ونادي بيرنلي.

## وصلات خارجية
- بيتر جونز على موقع قاعدة بيانات كرة القدم.إي يو (الإنجليزية)